# Aralt mac Ímair
Aralt mac Ímair (m. 978), fue un caudillo vikingo, último rey de los extranjeros de Munster, en aquel entonces ya debilitado reino de Limerick. Era hijo de Ivar de Limerick. Tras el asesinato de su padre en 977 lideró el ejército hiberno-nórdico contra la ofensiva de Brian Boru y los Dál gCais. Posiblemente Limerick ya estaba bajo la autoridad y gobierno de Donnubán mac Cathail, aliado de Aralt en la batalla de Cathair Cuan, conflicto armado donde Aralt murió en el campo de batalla, como se recoge en la crónica Cogad Gáedel re Gallaib:

Entonces Donnabhán invitó a Aralt, hijo de Imar, a unirse, tras la muerte de su padre, y los extranjeros de Mumhain le hicieron rey. Él [Brian] dirigió una incursion contra los Ui Fidhgenti, y tomaron gran parte del ganado; y saquearon Cathair Cuan, y mataron a sus gentes; y mataron a Donnabhán, hijo de Cathal, el gran culpable, rey de los Ui Fidhgenti; y mataron a Aralt, hijo de Imar, rey de los extranjeros, y ellos hicieron una gran matanza de extranjeros, y se llevaron todo el ganado. Esto aconteció en el segundo año [978] tras la muerte de Mathgamhain.